# Tizac-de-Lapouyade
Tizac-de-Lapouyade è un comune francese di 494 abitanti situato nel dipartimento della Gironda nella regione della Nuova Aquitania.

## Società

### Evoluzione demografica
Abitanti censiti